# کاتن گراند
کاتن گراند (به لاتین: Cotton Ground) یک شهرک در سنت کیتس و نویس است که در پریش سنت توماس لولند در جزیره نویس واقع شده‌است.